# Trung tâm tài nguyên thực vật
Trung tâm Tài nguyên thực vật (Tên tiếng Anh: Plant Resources Center) Được thành lập theo Quyết định số 220/2005/QĐ-TTg ngày 09/09/2005 của Thủ tướng Chính phủ. Tiền thân là Trung tâm Tài nguyên di truyền thực vật thuộc Viện khoa học kỹ thuật nông nghiệp Việt Nam. Trung tâm Tài nguyên thực vật là cơ quan sự nghiệp khoa học độc lập thuộc Viện Khoa học nông nghiệp Việt Nam. Trụ sở của Trung tâm đặt tại Xã An Khánh, huyện Hoài Đức, TP Hà Nội.
Chức năng
Nghiên cứu, thu thập, bảo tồn và khai thác, sử dụng tài nguyên thực vật quốc gia.
Nhiệm vụ
1. Xây dựng và thực hiện các chương trình, dự án và kế hoạch nghiên cứu khoa học, kể cả nghiên cứu cơ bản, và chuyển giao công nghệ nhằm:
- Duy trì và phát triển Ngân hàng gen thực vật quốc gia;
- Xây dựng giải pháp bảo tồn và khai thác sử dụng tài nguyên thực vật;
- Bảo tồn thông qua sử dụng tài nguyên thực vật, phát triển và duy trì các điểm bảo tồn insitu;.....ancd
- Nghiên cứu đa dạng sinh học nông nghiệp và động thái biến động đa dạng thực vật.
2. Điều phối Mạng lưới tài nguyên di truyền thực vật quốc gia.
3. Liên kết, hợp tác về nghiên cứu khoa học, phát triển công nghệ và đào tạo nhân lực với các tổ chức trong nước.
4. Thực hiện hợp tác quốc tế về nghiên cứu, đào tạo, thông tin và trao đổi nguồn gen.
Ban Lãnh đạo
- Giám đốc: TS. Lã Tuấn Nghĩa
- Phó Giám đốc: TS.Lê Khả Tường
- Phó Giám đốc: Phạm Hùng Cương
Các Phòng nghiệp vụ
- Phòng Tổ chức, Hành chính;
- Phòng Tài chính kế toán;
- Phòng Khoa học và Hợp tác quốc tế.
Các đơn vị nghiên cứu
- Bộ môn Quản lý Ngân hàng gen;
- Bộ môn  Nhân giống và Đánh giá nguồn gen;
- Bộ môn Bảo tồn insitu và Khai thác nguồn gen;
- Bộ môn Dữ liệu và Thông tin tài nguyên thực vật;
- Bộ môn Đa dạng sinh học nông nghiệp